# Gran Premio di Albi 1951
Il Gran Premio di Albi 1951 è stata una gara extra-campionato di Formula 1 tenutasi il 5 agosto, 1951 ad Albi, in Francia. 
La corsa, disputatasi su un totale di 34 giri, è stata vinta dal francese Maurice Trintignant su Gordini T15.

## Qualifiche

### Risultati
| Fila     | Pos | Pilota              | Vettura       | Tempo       |
| -------- | --- | ------------------- | ------------- | ----------- |
| I fila   | 1°  | Maurice Trintignant | Simca-Gordini | 3:08.8      |
|          | 2°  | Louis Rosier        | Talbot-Lago   | 3:09.5      |
|          | 3°  | André Simon         | Simca-Gordini | 3:10.4      |
| II fila  | 4°  | Philippe Étancelin  | Talbot-Lago   | 3:19.3      |
|          | 5°  | Johnny Claes        | Talbot-Lago   | 3:21.4      |
| III fila | 6°  | Robert Manzon       | Simca-Gordini | 3:24.7      |
|          | 7°  | Chico Landi         | Ferrari       | 3:25.9      |
|          | 8°  | Louis Chiron        | Talbot-Lago   | 3:26.9      |
| IV fila  | 9°  | Pierre Levegh       | Talbot-Lago   | 3:26.9      |
|          | 10° | Jean Behra          | Simca-Gordini | 3:28.3      |
| V fila   | 11° | Roger Laurent       | Talbot-Lago   | 3:32.3      |
|          | 12° | Pierre Meyrat       | Talbot-Lago   | 3:34.5      |
|          | 13° | Duncan Hamilton     | HWM           | 3:46.8      |
| VI fila  | 14  | Lance Macklin       | HWM           | senza tempo |
|          | 15° | Gianfranco Comotti  | Ferrari       | senza tempo |

## Gara

### Resoconto
Assenti la maggior parte delle macchine e dei piloti italiani, il Gran Premio fu caratterizzato dal duello in famiglia tra i piloti Simca, Trintignant e André Simon che si alternarono al comando della corsa. Simon fu poi costretto al ritiro nelle battute conclusive lasciando il successo al compagno di squadra che si aggiudicò la manifestazione realizzando anche la nuova media record alla velocità di 163,020 chilometri orari.

### Risultati
| Pos | Nr | Pilota              | Vettura           | Giro | Tempo/Ritiro            |
| --- | -- | ------------------- | ----------------- | ---- | ----------------------- |
| 1   | 16 | Maurice Trintignant | Simca-Gordini T15 | 34   | 1h51:23.1               |
| 2   | 2  | Louis Rosier        | Talbot-Lago T26C  | 34   | + 2:26.1                |
| 3   | 4  | Louis Chiron        | Talbot-Lago T26C  | 33   | + 1 giro                |
| 4   | 20 | André Simon         | Simca-Gordini T15 | 32   | + 2 giri                |
| 5   | 12 | Johnny Claes        | Talbot-Lago T26C  | 32   | + 2 giri                |
| 6   | 22 | Jean Behra          | Simca-Gordini T15 | 32   | + 2 giri                |
| 7   | 14 | Roger Laurent       | Talbot-Lago T26C  | 31   | + 3 giri                |
| 8   | 24 | Lance Macklin       | HWM-Alta          | 31   | + 3 giri                |
| Rit | 32 | Chico Landi         | Ferrari 375       | 15   | Olio                    |
| Rit | 8  | Pierre Levegh       | Talbot-Lago T26C  | 5    | Pistone                 |
| Rit | 10 | Pierre Meyrat       | Talbot-Lago T26C  | 5    | Freni                   |
| Rit | 18 | Robert Manzon       | Simca-Gordini T15 | 4    | Magnete                 |
| Rit | 6  | Philippe Étancelin  | Talbot-Lago T26C  | 4    | Sospensione             |
| Rit | 24 | Gianfranco Comotti  | Ferrari 166F2     | 3    | Iniezione               |
| NP  | 26 | Duncan Hamilton     | HWM-Alta          |      | Carburante non conforme |
| NA  | 30 | Giannino Marzotto   | Ferrari 166F2     |      |                         |